# Santo Domingo (Cuba)
Santo Domingo é um município de Cuba pertencente à província de Villa Clara. 